# Ambrosia (ninfa)

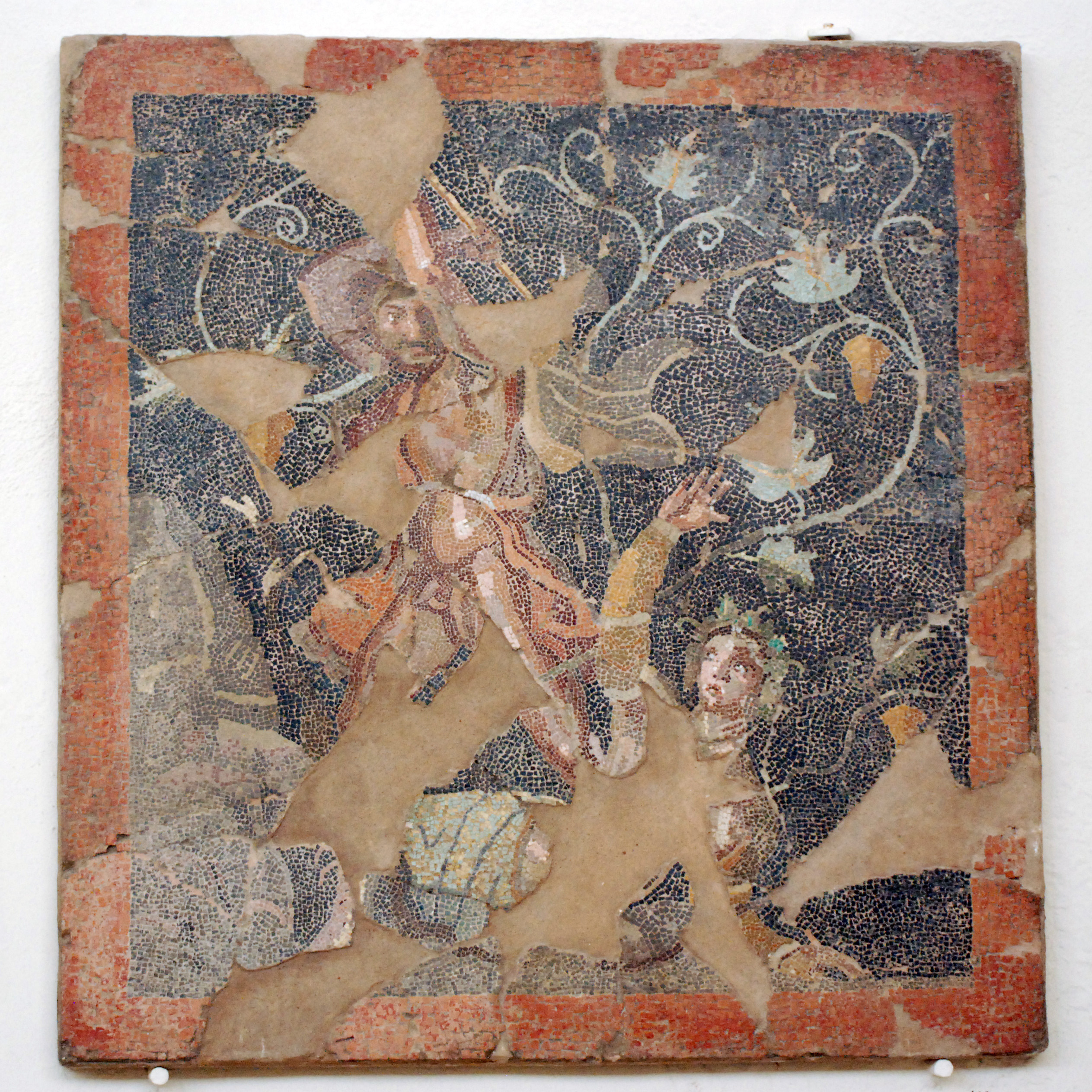
Ambrosia si trasforma in una vite quando viene aggredita da Licurgo (mosaico del Museo Archeologico di Delo).

Nella mitologia greca, Ambrosia era il nome di una ninfa, in genere identificata come una delle Iadi, figlie del primo leggendario re della Mauretania, il titano Atlante e di Pleione. 

## Mitologia
Alla ninfa e alle sue sorelle furono affidate le cure del bambino Dioniso, (il futuro il dio del vino). In seguito furono inseguite da Licurgo e mentre le altre sorelle riuscirono a fuggire rifugiandosi presso Teti, Ambrosia rimase uccisa, così si trasformò in una vite e tra i suoi rami tenne prigioniero l'assassino fino al ritorno del dio. Allora Zeus per la gratitudine trasformò Ambrosia e le sue sorelle in stelle, le Iadi.
Secondo un'altra versione, Ambrosia era una delle dodici figlie di Atlante e Pleione, e una delle cinque sorelle (le Iadi, in latino Sicule), che alla morte dell'unico fratello, Iante, piansero talmente che furono trasformate da Zeus, commosso da tanto amore, in stelle.